# Neotelmatoscopus bifidens
Neotelmatoscopus bifidens är en tvåvingeart som först beskrevs av Quate 1965.  Neotelmatoscopus bifidens ingår i släktet Neotelmatoscopus och familjen fjärilsmyggor.
Artens utbredningsområde är Filippinerna. Inga underarter finns listade i Catalogue of Life.